# Klöch
Klöch (słoweń. Klek) – gmina targowa w Austrii, w kraju związkowym Styria, w powiecie Südoststeiermark. Liczy 1210 mieszkańców (1 stycznia 2015).